# Animal (песня R.I.O.)
«Animal» (с англ. — «Животное») — сингл немецкой хаус-группы R.I.O. и американского исполнителя U-Jean. Песня была написана Янном Пайфером, Мануэлем Рейтером и Андресом Баллинасом. Она была выпущена в Германии в цифровом формате 2 декабря 2011 года.

Синтезаторный хук в припеве сравнивают с хитом Авичи 2011 года «Levels» из-за схожего звучания и мелодии.
Однако Тим Берлинг (Авичи) не указан в качестве автора трека.

## Клип
Музыкальное видео, сопровождающее выход сингла «Animal», было впервые опубликовано на YouTube 29 ноября 2011 года. Его общая продолжительность составляет три минуты сорок две секунды.

## Список композиций
Digital download
1. «Animal» (Video Edit) — 3:32
2. «Animal» (Extended Mix) — 5:38
3. «Animal» (Spankers Edit) — 3:50
4. «Animal» (Spankers Remix) — 6:05

## В записи участвовали
- Ведущий вокал — R.I.O. и U-Jean
- Продюсеры — Ян Пайфер, Мануэль Рейтер
- Текст песни — Янн Пайфер, Мануэль Рейтер, Андрес Баллинас
- Лейбл: Kontor Records

## Чарты
| Чарт (2011—12)                  | Высшая позиция |
| ------------------------------- | -------------- |
| Австрия (Ö3 Austria Top 40)     | 33             |
| Франция (SNEP)                  | 111            |
| Германия (GfK)                  | 48             |
| Нидерланды (Dutch Top 40)       | 26             |
| Нидерланды (Single Top 100)     | 47             |
| Швейцария (Schweizer Hitparade) | 51             |

## Даты выхода
| Страна   | Дата           | Формат            | Лейбл          |
| -------- | -------------- | ----------------- | -------------- |
| Германия | 2 декабря 2011 | Цифровая загрузка | Kontor Records |